# Гіднора
Гіднора (Hydnora) — рід паразитичних квіткових рослин родини гіднорові (Hydnoraceae). Це кореневий паразит, який живе на сукулентах з родини молочайних (Euphorbia) або на акаціях. Описаний як рід у 1775 році шведським натуралістом Карлом Петером Тунбергом. Назва роду Hydnora походить від давньогрецького ύδνον (трюфель).

## Опис
Усі види є безхлорофільними кореневими паразитами, які живуть повністю під землею, за винятком квітки та плоду (у Hydnora triceps квітка та плід також утворюються під землею). Коріння мають товщину до 10 сантиметрів, від циліндричної до сплощеної форми, суцільні нитки, які лише слабо розгалужені та розходяться вбік від хазяїв. Це єдині квіткові рослини, які повністю без листя.
Довжина суцвіття визначається глибиною, на якій лежить корінь, квітконос має розміри від 4 до 9 сантиметрів. За винятком мадагаскарської Hydnora esculenta, усі види — гермафродити. Окремі квітки, розміром від 5 до 25 сантиметрів у діаметрі. Квіти видають неприємний запах.
Тичинки зрощені, пилок одноколірний, тому має лише один зародковий отвір. Наскільки відомо, рослини запилюються жуками, мурахами або мухами.

## Поширення
Рід поширений в Африці, на Мадагаскарі та Аравійському півострові. Росте у посушливих районах.
Hydnora — рослина із непередбачуваним за часом і місцем цвітінням з напівпосушливих регіонів. Не має листків і, отже, здатности до фотосинтезу. Із грунтової товщі зринає лише для того, щоб зацвісти, може руйнувати інфраструктуру — заасфальтований тротуар, басейн, фундамент будинку… Hydnora visseri була відкрита в 2011 році. На ринку в Йоганнесбурзі вона продавалась як традиційний лікарський засіб. У Південній Африці використовують пасту з підземних органів Hydnora  для лікування вугрів та інших захворювань шкіри. В Уганді практикують поїдання плодів та використання підземних органів для порятунку від діареї, гіпертонії та діабету. Плоди достигають протягом двох років, за смаком і консистенцією схожі на бульби картоплі. Плоди використовуються для дублення рибних сіток, оскільки містять таніни. Кожен плід має близько двадцяти тисяч насінин. У багатьох видів він може досягати близько восьми сантиметрів в діаметрі. Плоди їдять птахи, шакали, їжатці, кроти. Гіднори мають ферменти, які дозволяють їм розчиняти покриви коренів рослин-господарів. Це дозволяє прикріпитися до них. Hydnora має здатність тимчасово ув'язнювати комах-запилювачів. Деякі види використовують для приманки диметилдисульфід та диметилтрисульфід. Комаха прямує за цими сигналами у квіткову камеру, з якої певний час не має виходу. Паразитують на представниках молочайних (Euphorbiaceae), бобових (Fabaceae) і бурзерових (Burseraceae). Hydnora  africana та Hydnora  visseri мають зубцеподібні приманки — запашні утворення вздовж країв листочків оцвітини. Hydnora triceps розквітає під землею і запилювачі мають продертися до квітки через тріщини в землі.
У середині квітка має дві частини — чоловічу та жіночу, які поєднані центральним отвором, через який можуть прямувати запилювачі.

## Труднощі із класифікацією

Схема геному пластид Hydnora visseri

Через відсутність листків родина гіднорових (Hydnoraceae) віднесена до Rafflesiales разом з рафлезією, родом, до якого належать рослини з найбільшими квітками на аншій планеті. Але розшифрування послідовностей ДНК виявило, що це — не окрема родина, а лише підродина в межах хвилівникових. Вони входять до  порядку Piperales. Таким чином, їхні найближчі родичі є одними з перших відокремлених ліній квіткових рослин — є так званими «базальними покритонасінними». За вийнятком одного відомого паразитичного голонасінного Parasitaxus і Cassytha — роду паразитичних ліан з родини лаврових, гіднорові представляють одну з перших філогенетичних ліній паразитичних рослин.
Попри те, що здатність до фотосинтезу у гіднор — це їхнє далеке минуле, але геном пластид (так званий пластом), хоч і зменшений, але, очевидно, ще частково функціональний. Його розмір — один із найменших у рослинному царстві — 27 кілобаз (27 тисяч пар нуклеотидних основ). Але 24 гени у пластомі все ще працюють. Ймовірно, вони виконують роль здійснення процесів синтезу та зберігання крохмалю.
Два з восьми відомих видів Hydnora були відкриті зовсім нещодавно, і небагато ботаніків планети взагалі коли-небудь стикалися з цим родом. Гіднора також практично невідома в культурі. Hydnora africana була успішно культивована лише один раз за межами свого рідного ареалу, на екземплярі Euphorbia caput-medusae в Каліфорнії. Спроби вирощувати цей вид з насіння в горщиках з Euphorbia tirucalli в Ботанічному саду Брістольського університету (Велика Британія), зазнають невдачі з 2008 року.
Гіднори — одні з найдивніших рослин у світі, які залишаються невловивими для досліджень та культивування. Будучи однією з найбільш ранніх гілок паразитичних рослин на родинному дереві покритонасінних, гіднора особливо важлива для дослідження еволюційного походження паразитизму у квіткових рослин.

## Види
- Hydnora abyssinica A.Br. — Аравійський півострів, Східна та Південна Африка;
- Hydnora africana Thunb. — Південна Африка;
- Hydnora arabica[1]Bolin & Musselman — Оман, Ємен;
- Hydnora esculenta Jum. & H.Perrier — Мадагаскар;
- Hydnora sinandevu Beentje & Q.Luke — Кенія, Танзанія;
- Hydnora triceps Drège & E.Mey. — ПАР, Намібія;
- Hydnora visseri Bolin, E.Maass, & Musselman — ПАР, Намібія.